# جان جوزف موری
جان جوزف موری (انگلیسی: John Murray; ۲۶ آوریل ۱۸۹۲ – ۸ سپتامبر ۱۹۵۱) فرد نظامی اهل استرالیا بود.